# Nacionalismo francês

Bandeira da França

O Arco do Triunfo em Paris.

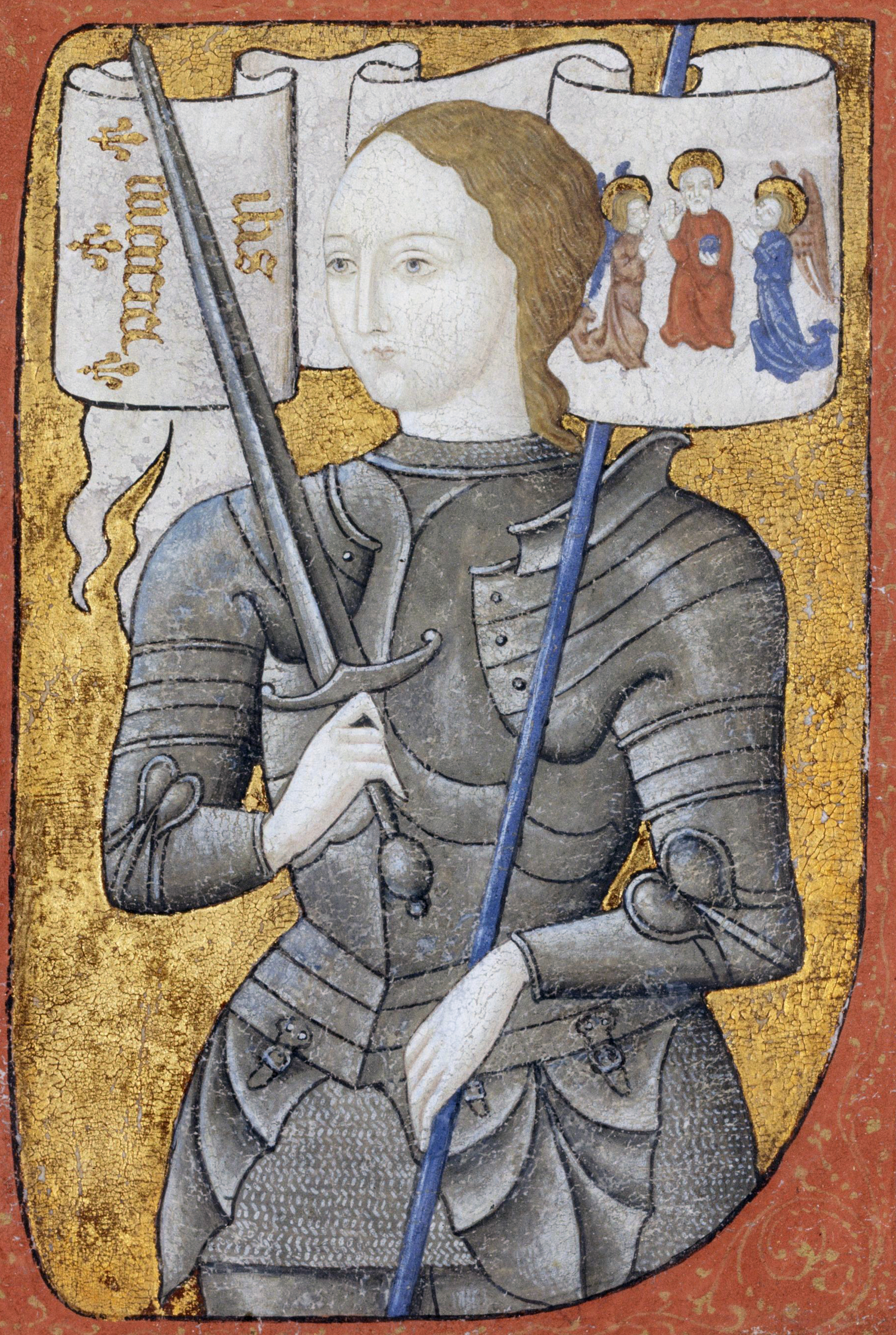
Joana de Arc, um herói nacional da França.

O nacionalismo francês surge durante o século XVIII, no seio da burguesia e sob inspiração dos filósofos iluministas. Nesse ambiente, o país era entendido como a encarnação do povo, numa visão oposta à do ancien régime, para o qual o país era encarnado pelo Rei da França. No século XIX, o nacionalismo na França era definido por oposição a outras nações ou a outros povos. Tal concepção tomou forma com os movimentos políticos do final desse século, e nasce em 1870, com a Terceira República. Na época, todos os partidos manifestam ostensivamente ideias nacionalistas e antigermânicas : a Prússia acabara de vencer a guerra contra a França e havia tomado a Alsácia-Lorena.

## História
O precedente do nacionalismo francês e do patriotismo francês é creditado a Joana de Arc, que lutou por França e sempre se referiu aos seus apoiantes como "Homens franceses" O nacionalismo francês surgiu como movimento após a Revolução Francesa em 1789. Napoleão Bonaparte promoveu o nacionalismo francês baseando-se nos ideais da Revolução Francesa da "liberdade, igualdade, fraternidade" e, justificou o expansionismo francês e as suas campanhas militares na alegação de que a França tinha o direito de espalhar os ideais iluministas da Revolução Francesa por toda a Europa. As campanhas militares de Napoleão tiveram o efeito de espalhar o conceito de nacionalismo por fora da França.
Após a derrota e queda de Napoleão, do século XIX até aos princípios do século XX, o nacionalismo francês tomou uma posição assertiva e extremamente patriótica ao apoiar as forças militares a alcançar os seus objectivos políticos. Durante a Primeira Guerra Mundial, a França tornou-se irredentista em relação as reivindicações da região de Alsácia-Lorena que tinha sido perdidas pela França para a Alemanha no culminar da Guerra franco-prussiana de 1870-1871. O orgulho nacional francês ficou ferido com a Segunda Guerra Mundial devido à rápida derrota frente à Alemanha Nazi, à consequente anexação de território e à criação da França de Vichy. Posteriormente, a França viria a perder muitas das suas colónias com a descolonização após a Segunda Guerra Mundial.
O "herói de guerra da França livre", Charles de Gaulle, tornou-se Presidente da França e tentou ressuscitar o orgulho nacional. De Gaulle tentou fazer da França o líder de uma Europa independente - livre da influência americana e soviética. O governo de De Gaulle procurou uma reconciliação Franco-Alemã e teve um papel de destaque na fundação da Comunidade Europeia do Carvão e do Aço que, era vista como uma tentativa de resolver as tensões económicas entre França e Alemanha, sendo que o Ministro dos Negócios Estrangeiros francês Robert Schuman o anunciou como destinado a "acabar com a hostilidade Franco-Alemã de uma vez por todas"".